# Kosalar (Khodjaly)
Kosalar est un village de la région de Khodjaly en Azerbaïdjan.

## Histoire
En 1992-2020, Kosalar était sous le contrôle des forces armées arméniennes. En 2020, au cours de la deuxième guerre du Haut-Karabagh, la région de Khodjaly, y compris le village de Kosalar est passé sous le contrôle des forces azerbaïdjanaises.

## Géographie
Le village de Kosalar de la région de Khodjaly est situé dans la circonscription administrative du village de Kosalar.

## Culture
Avant l'occupation, il y avait une école, un bureau de poste, un musée d'histoire, des monuments historiques, des tombes en pierre, 3 ateliers de production et une usine dans le village.